# HD 83443 b
HD 83443 b는 돛자리 방향으로 지구로부터 약 142광년 떨어진 곳에 있는 외계 행성이다. 2000년 마이클 메이어가 이끄는 제네바 외계 행성 탐사팀이 발견했다. 최소 질량은 우리 태양계의 토성보다 약간 더 무거운 정도인데, 궤도경사각에 따라 이 값은 더 무거워질 가능성이 있다. 그러나 태양으로부터 멀리 떨어져 있는 토성과는 달리 HD 83443 b는 지구와 태양 거리 25분의 1에 불과한 매우 가까운 간격밖에 떨어져 있지 않다. 따라서 이 행성이 별을 한 바퀴 도는 데에는 고작 2.99일밖에 걸리지 않는다. 뜨거운 열기 때문에 b의 대기는 가열되어, 행성의 덩치는 목성보다 조금 더 클 것으로 추측된다.

## 참고 문헌
- (영어) Mayor;  외. (2004). “The CORALIE survey for southern extra-solar planets XII. Orbital solutions for 16 extra-solar planets discovered with CORALIE”. 《Astronomy and Astrophysics》 415: 391–402. doi:10.1051/0004-6361:20034250.